# Ford Country Sedan
Ford Country Sedan (рус. Форд Кантри Седан) был полноразмерным универсалом, выпускаемый компанией Ford Motor Company с 1952 по 1974 годы.
Он основывался на Фордовских линейках полноразмерных автомобилей доступных в каждом году. Кантри Седан был универсалом среднего уровня в линейке Форд. В отличие от Country Squire, Седан отличался просторным кузовом. Он мог вмещать до 9 пассажиров.
Базой для Кантри Седана стал Customline 1952—1954 годов. Начиная с 1955 года, Форд установил собственные серии универсалов и Кантри Седан продолжал представлять универсалы среднего уровня. В течение 1960-х и 1970-х годов, Кантри Седан в комплектациях был сближен с Galaxie и Galaxie 500. Модели 1972, 1973 и 1974 годов продавались как Galaxie 500 Country Sedan и с 1975 года как универсал «LTD wagon». К этому времени отделка была идентична Country Squire, помимо отсутствия древесных внешних панелей кузова.

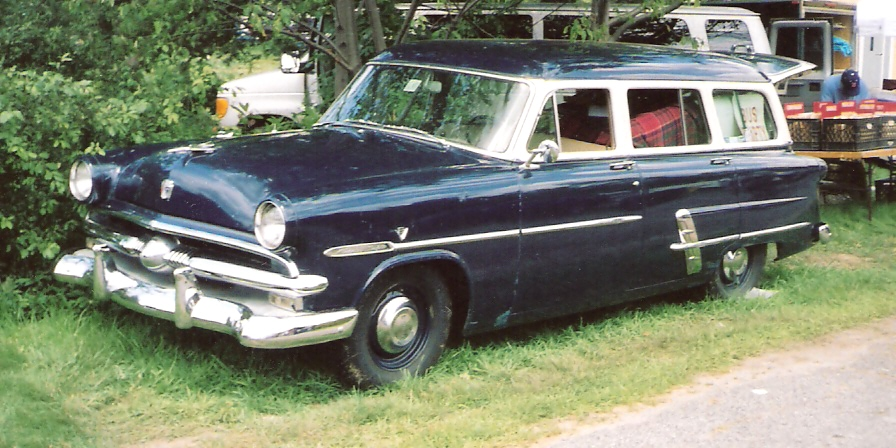
Модель 1953 года
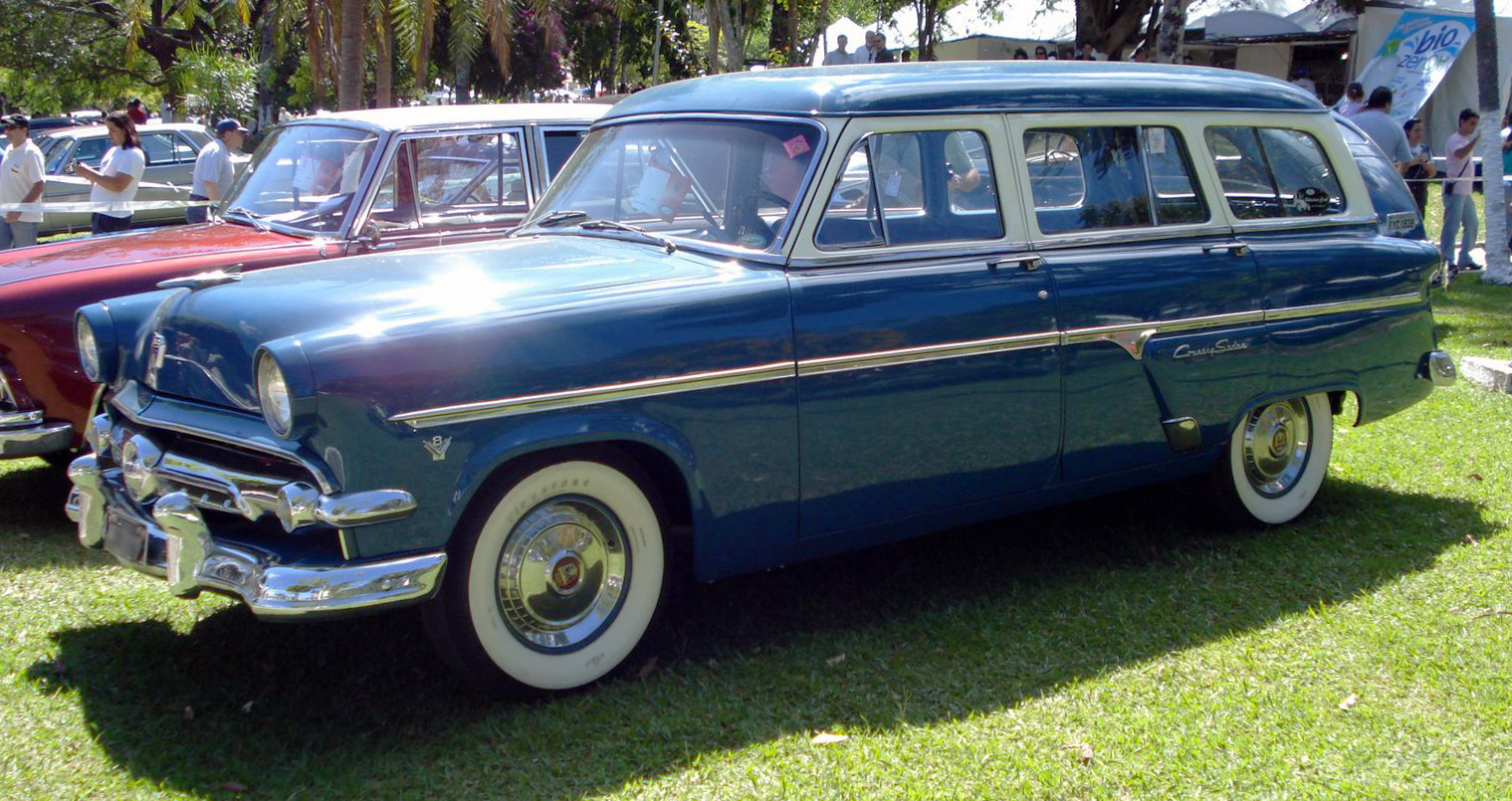
Модель 1954 года
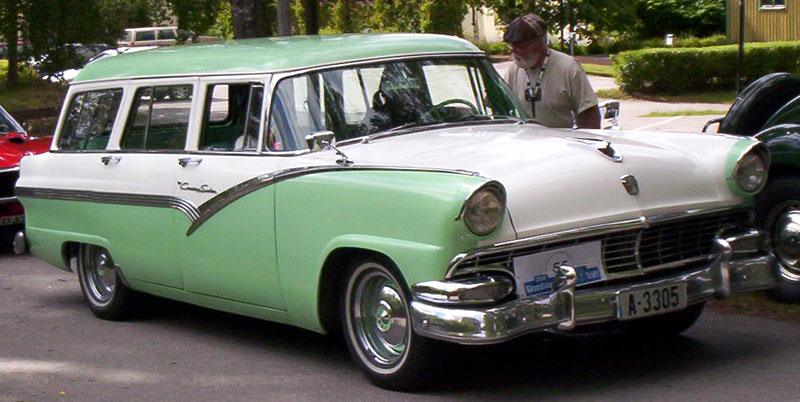
Модель 1956 года
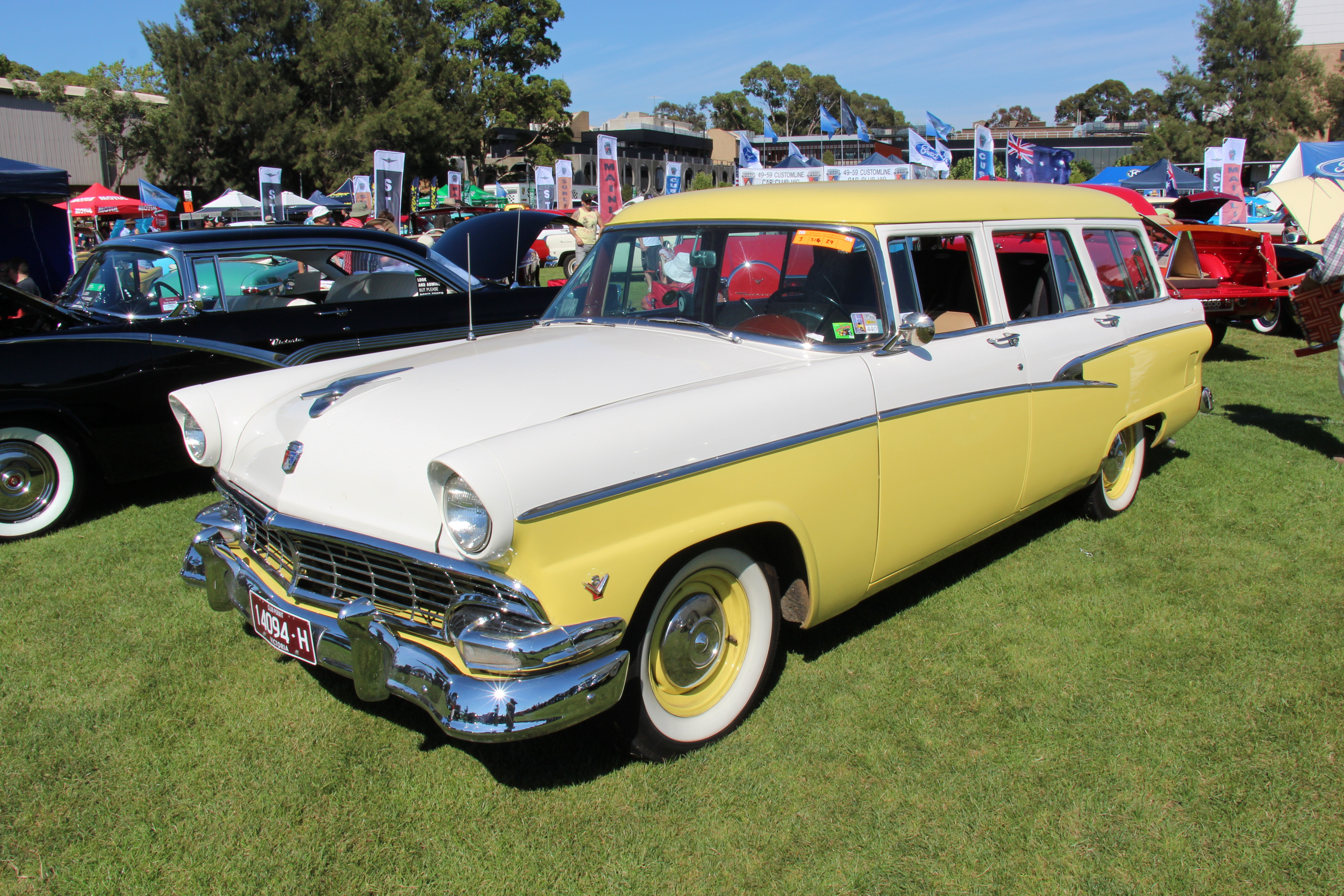
6-местная модель 1956 года
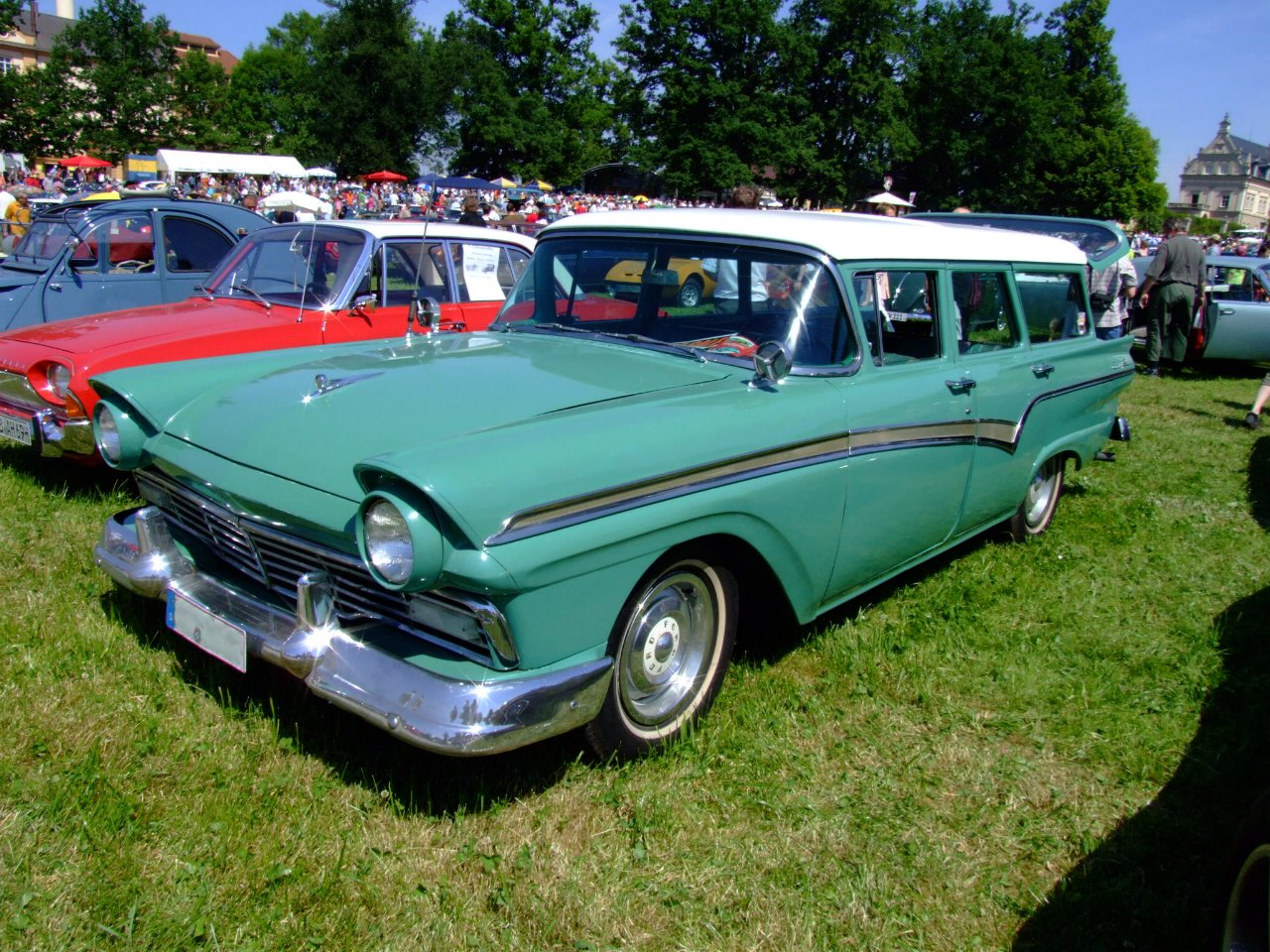
Модель 1957 года
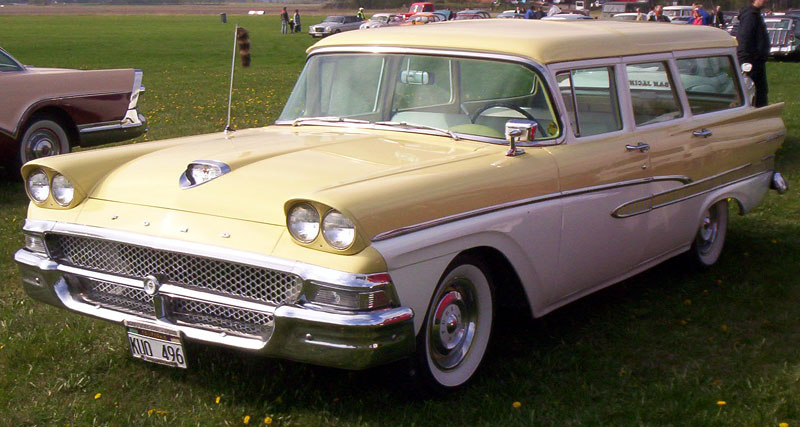
Модель 1958 года
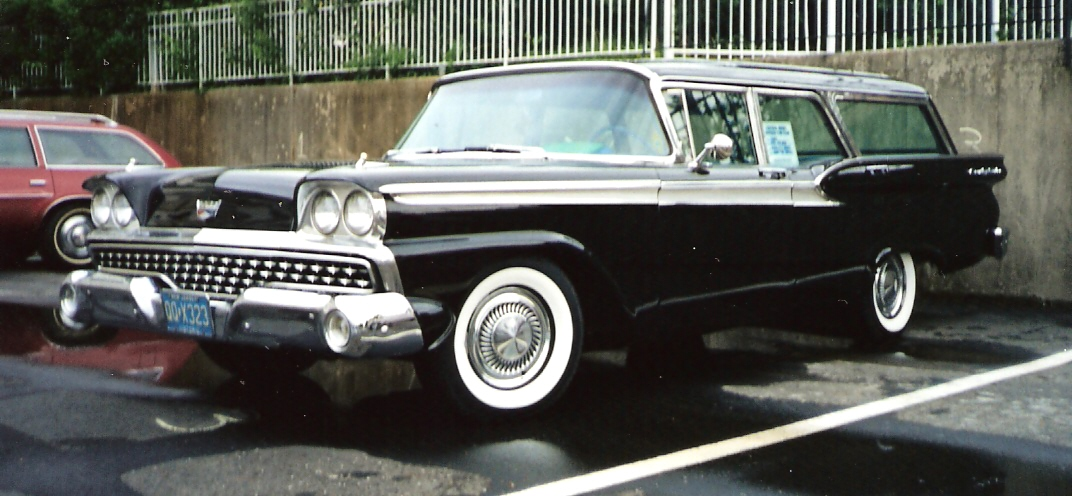
Модель 1959 года
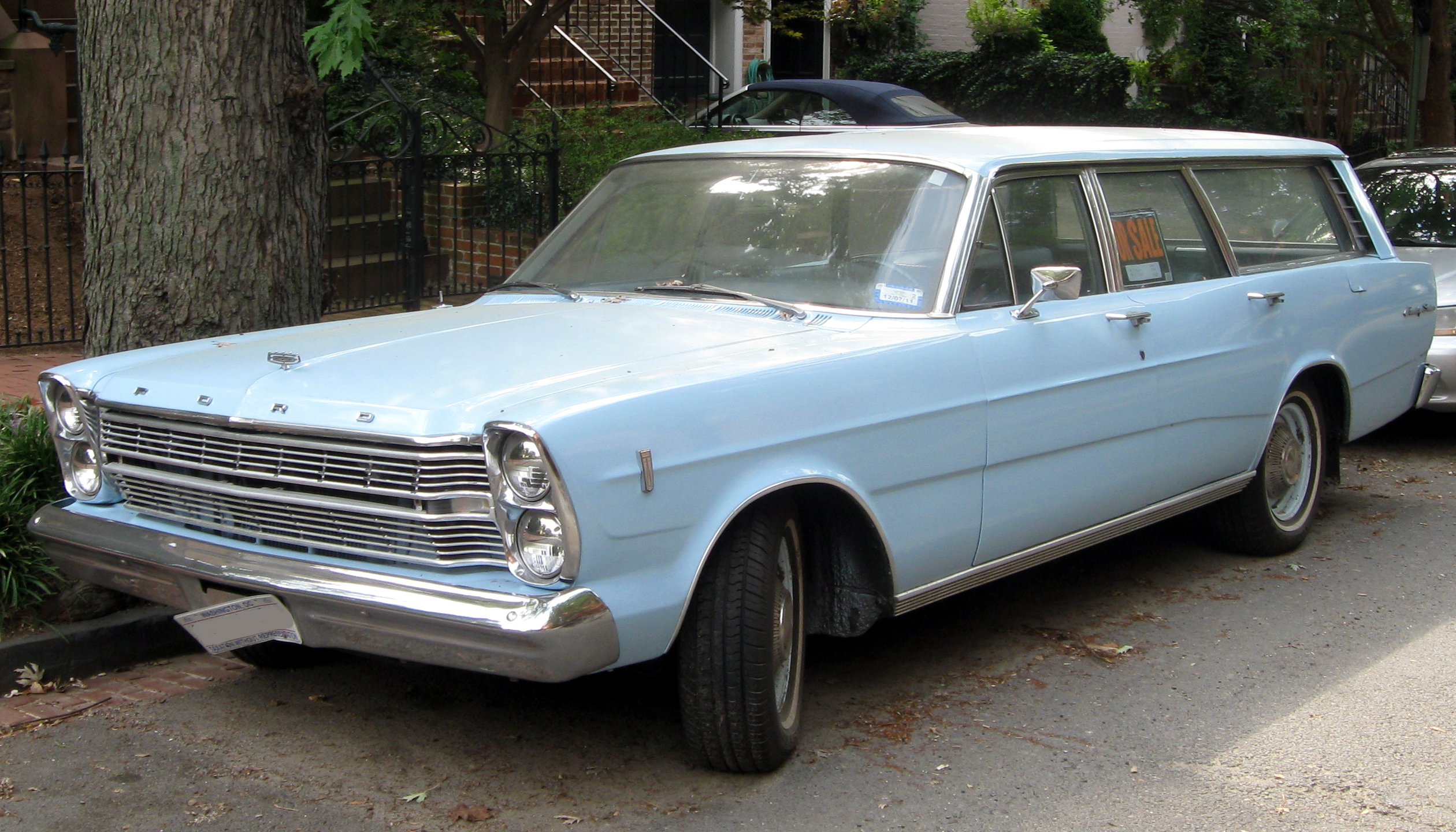
Модель 1966 года
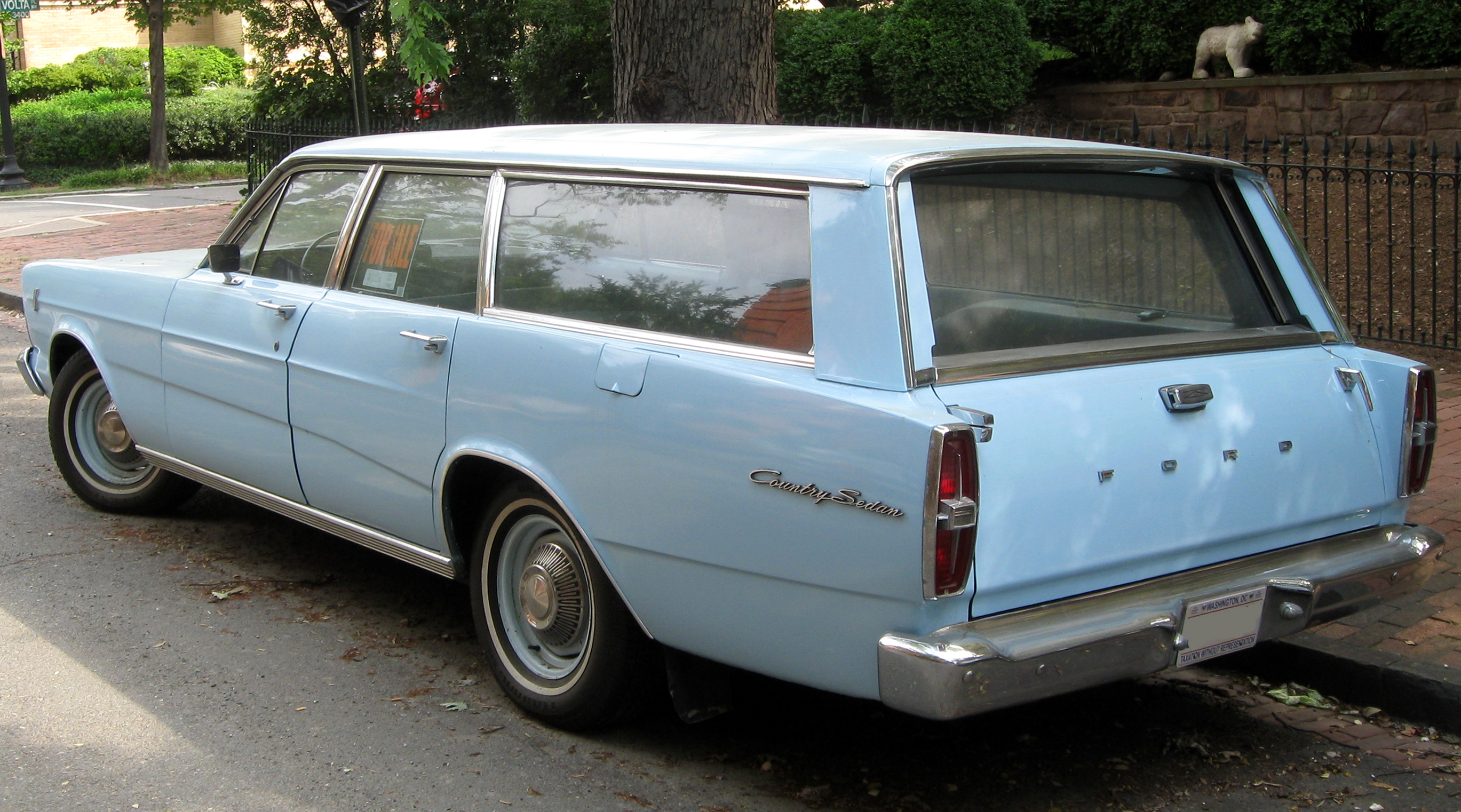
Модель 1966 года
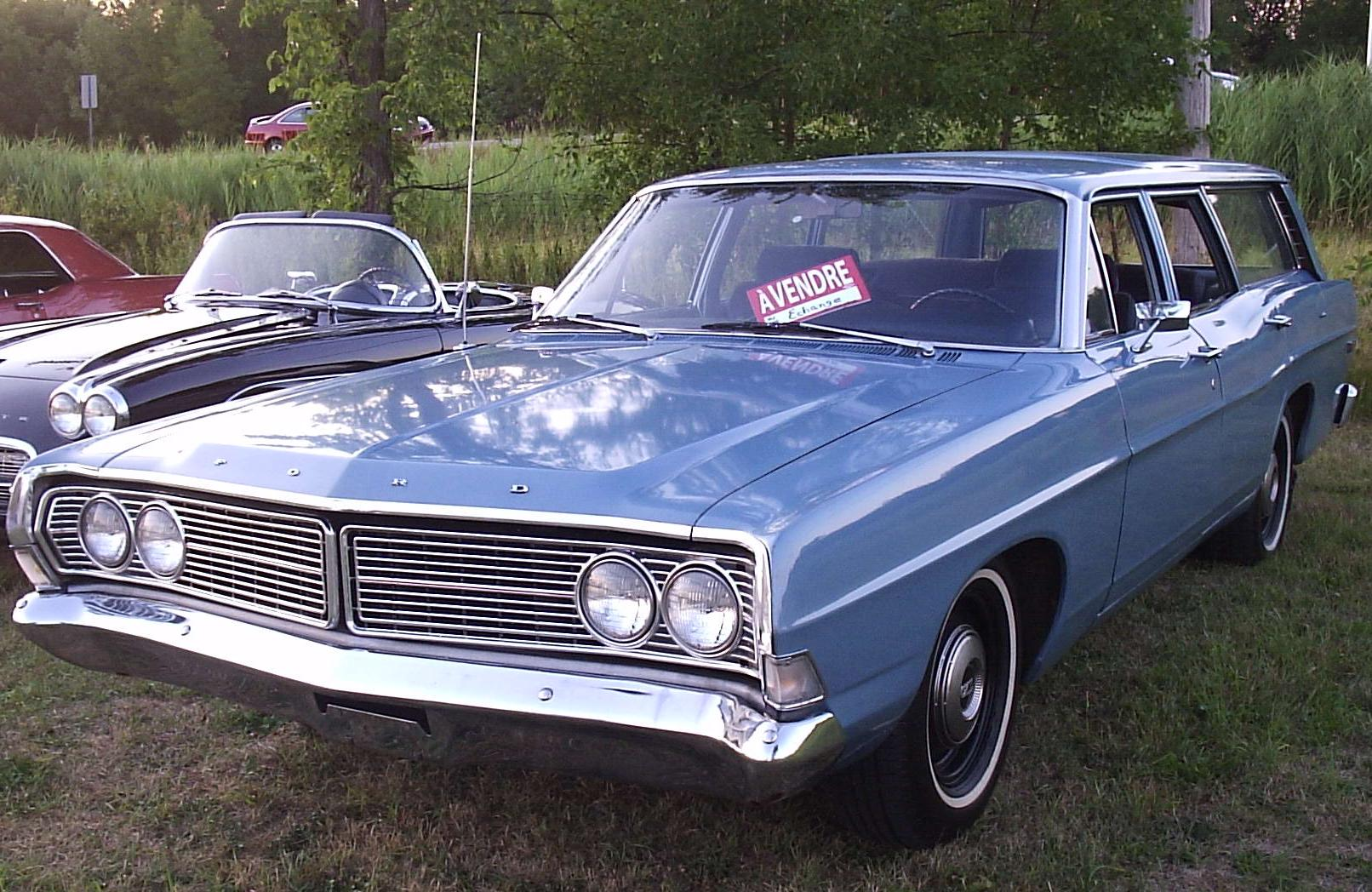
Модель 1968 года
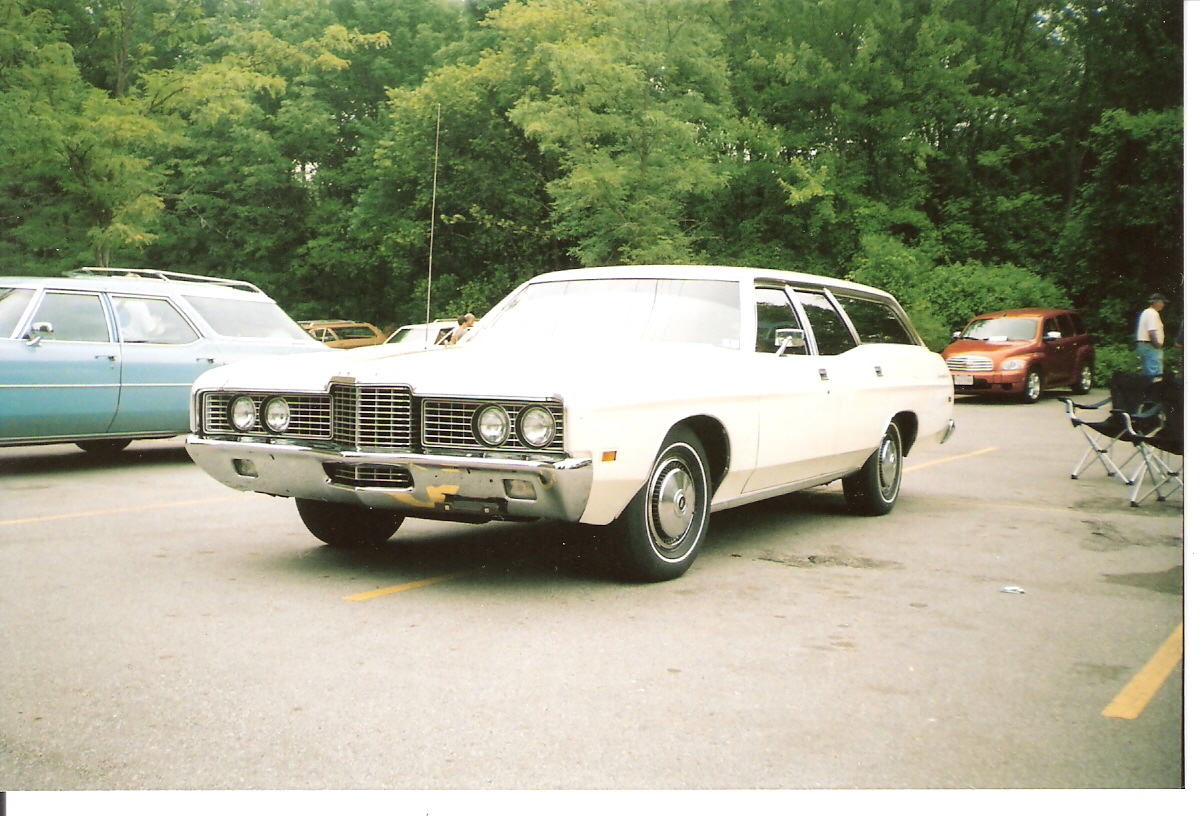
Модель 1972—1974 годов
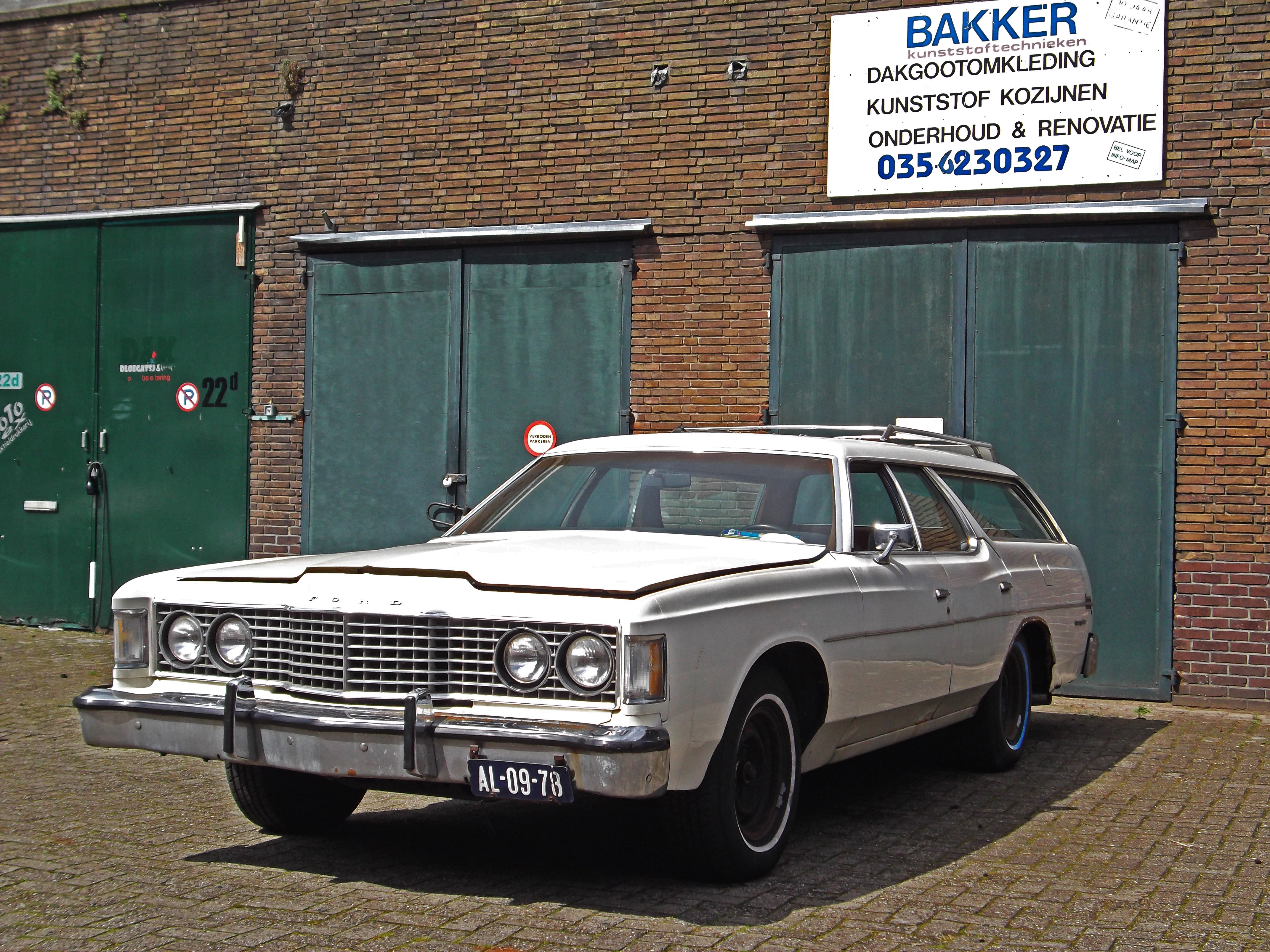
Ford Galaxie 500 Country Sedan 1973 года